# Coccygidium melanotum
Coccygidium melanotum är en stekelart som först beskrevs av Henry Lorenz Viereck 1912.  Coccygidium melanotum ingår i släktet Coccygidium och familjen bracksteklar. Inga underarter finns listade i Catalogue of Life.